# Шведський дез-метал
Шведський дез-метал— дез-метал сцена Швеції. На відміну від американських дез-метал гуртів, перші шведські колективи були більш натхненні панк-роком, на відміну від Норвегії, яка славиться музичною сценою блек-металу, Гетеборг започаткував розвиток специфічного мелодик-дез металу, в той час як Стокгольм більш відомий класичним дез-металом.

## Історія

### Передумови
На відміну від американських груп, шведська дез-метал сцена сягає корінням панк-року, особливо д-біт хардкор-панк сцени. Bathory, які значно вплинули на розвиток блек-метал сцени, були провідним гуртом в шведському екстрим-металі.
На початку 1990-х років, дві дез-метал сцени з'явилися в Гетеборзі і Стокгольмі. Перша хвиля «шведського дез-металу» зародилася з діяльності таких гуртів як Carnage, Morbid та Nihilist, які зібралися пізніше, як Entombed, Dismember і Unleashed. Багато з цих груп використовують винахід Томаса Скогсберга/Sunlight Studios гітарну примочку Buzzsaw. Специфічний звук за допомогою сильно опущеного строю, використання педалей Boss DS-1 Distortion та Boss HM-2 Heavy Metal. Творець цього звуку був гітарист Леффе Кузнер (група «Nihilist»), хоча хвилю швидко підхопили інші гурти і звук змінювався протягом багатьох років. Новими гуртами, які грають у дусі «старої школи» Шведської сцени стали Bloodbath, Paganizer та Repugnant. За даними Стюарта Мейсона з allmusic, «більш мелодійний» стиль шведського дез-металу поєднує агресію хардкору і гортанний вокал блек-металу з мелодійними і технічними партіями гітари.

### Гетеборзька сцена
Пізніше, шведські і фінські гурти, використовували грайндкорну основу рифів і почали додавати прогресивний рок. Сцена переїжджає зі Стокгольма в Гетеборг.[джерело?] Гетеборзький саунд, (також відомий як мелодік дез-метал, Гетеборзький мелодійний дез-метал або melodeath), музиканти використовують педалі Boss HM-2 Heavy Metal та Boss MT-2 Metal Zone в поєднанні з чистим звуком. Стиль записів злився з новою хвилею британського хеві-металу, а саме гітарних партій. Піонерами жанру були такі гурти як At the Gates, Dark Tranquillity, і In Flames з їхніми альбомами Slaughter of the Soul, The Gallery та The Jester Race.
Інші гурти, які сформувались під впливом шведської дез-металевої сцени: Scar Symmetry, Hypocrisy, Tiamat,Arch Enemy, Soilwork, Meshuggah, Amon Amarth, Edge of Sanity, Opeth, Desultory, Cemetary, Avatar та The Haunted.

## Вплив
Дез-метал-сцена в Швеції вплинула на багатьох колективів та жанри за межами Швеції.
Стюарт Мейсон зазначив, що ця популярність в Сполучених Штатах, використовуючи термін «Swedecore», щоб описати метал у скандинавському стилі, який виконують не скандинавські гурти. Стокгольмський звук дуже повпливав на перший альбом Entombed, та на такі відомі гурти, як Autopsy, Death та Repulsion. Дуже впливають на перше Entombed альбому і групи, такі як Autopsy, Death і відштовхування. Стокгольмського звуку притримуються  Trap Them та Rotten Sound. Мелодійний дез-метал, з іншого боку, мав помітний вплив на мелодійний металкор 2000-х років.

### Виноски
1. ↑  Ekeroth, p. 18.
2. ↑  Hoare, p. 29.
3. ↑  Ekeroth, p. 27.
4. ↑  Ekeroth, chapter 3, «The Birth of Swedish Death Metal», pp. 54–86.
5. ↑  Ekeroth, p. 274.
6. ↑  Mason, Stewart. Glass Casket. AllMusic. Rovi Corporation. Архів оригіналу за 29 березня 2013. Процитовано 31 березня 2011.
7. ↑  Works cited[edit]
Purcell, Natalie J. (2003). Death Metal Music: The Passion and Politics of a Subculture. McFarland. ISBN 978-0-7864-1585-4.
Ekeroth, Daniel (2008). Swedish Death Metal. Bazillion Points. ISBN 978-0-9796163-1-0.
Olivier «Zoltar» Badin, «In the Embrace of Evil: Swedish Death Metal New Blood», Terrorizer #182, April 2009, pp. 32–34.
James Hoare, «Left Hand Pathfinders», Terrorizer #182, April 2009, pp. 28–29.
Perlah, Jeff. «Justin Foley of Killswitch Engage: Playing Heavy, having Fun.» Modern Drummer 10 2004: 96,100, 102, 104, 106.
Freeborn, Robert. «A SELECTIVE DISCOGRAPHY OF SCANDINAVIAN HEAVY METAL MUSIC.» Notes — Quarterly Journal of the Music Library Association 66.4 (2010): 840-50.
8. ↑  Marsicano, Dan. What is Melodic Death Metal. About.com. Архів оригіналу за 2 лютого 2017. Процитовано 27 лютого 2011. [Архівовано 2022-03-22 у Wayback Machine.]
9. ↑  Ekeroth, p. 276.